# Wernher (Patriziergeschlecht)
Wernher (auch Werner, Wernheer o. ä.) ist der Name eines aus der Freien Reichsstadt Eger stammenden, geadelten Patriziergeschlechts, das gegen Ende des 18. Jahrhunderts erloschen ist.

## Geschichte
Das alte Ratsgeschlecht stammte ursprünglich aus Weiden und zog von dort aus in die Freie Reichsstadt Eger. Es erscheint erstmals urkundlich am 17. März 1374 mit dem Bürger zu Eger Aman Wernher von der Weiden, der ein Seelgerät bei den Franziskanern stiftete. 1446 war Hans I. Bürgermeister und 1450 Franz Ratsherr. Thomas II. († 1518) fungierte 1485 als Ratsherr und 1493 als Bürgermeister. Hans Wernher der Jüngere quittierte am 21. Dezember 1485 sein empfangenes Erbe. Letzterer erscheint am 28. April 1487 als geschworener Schöffe und trat laut einer Chronik 1504 in den Deutschen Orden ein. Der 1532 als Ratsherr und 1529 als Bürgermeister erwähnte Erhart I. wiegelte in Eger einen Bürgeraufstand ab. 1530 wohnte der damalige König Ferdinand I. bei seinem Aufenthalt in Eger im Haus des Gerichts- und Ratsherren Thomas Wernher am Unteren Ring. Erhart II. († 1588) war 1548 Ratsherr und 1549 Bürgermeister, den am 2. November 1549 Kaiser Ferdinand I. den Adelsstand und eine Wappenbesserung verlieh. Hans II. († 1610) bekleidete 1591 das Amt des Bürgermeisters. Sein Wappen mit der Jahreszahl 1610 hing an der hinteren Stadtmühle. Der Egerer Bürger Johann Wernher von Weiden wanderte wegen seiner evangelischen Glaubenszugehörigkeit 1629 aus Böhmen aus. Der Gemeindeälteste Christoph Wenher besaß 1659 das Gut Schloppenhof. Dessen Enkel, Johann Christoph Wernher, Herr auf Schloppenhof und Wildenhof, wirkte 1734 als Stadtgerichtsassessor, 1754 als Ratsherr und Brunnenmeister sowie 1770 als Bürgermeister, mit dem das Geschlecht in Eger erloschen ist.

## Besitzungen
Die Familie besaß in Eger in der Schlegelgasse das Anwesen mit der Hausnummer 456. Dieses ging aus einem Nebenhaus des Junckher´schen Geschlechtshauses an der Ringecke, am „Scharfen Eck“ hervor und barg einst eine kleine Hauskapelle. Am 23. Mai 1754 verkaufte ein Freiherr von Schönstetter den Schloppenhof, ursprünglich ein Meierhof des Gutes Kinsberg und den Unterwildenhof an den Egerer Ratsherren und Inspektor von Sauerbrunn Johann Christoph Wernher für 10.200 Gulden und 200 Gulden Schlüsselgeld. Darauf verkaufte Johann Christoph Wernher beide Güter am 15. August 1786 für 18.500 Gulden an Michael Wohlrab.

## Wappen
Blasonierung: Schild quer geteilt, davon jeder Teil in zwei Felder aufrecht, links Gold und Rot, rechts Schwarz mit einer Lilie, oben und unten Gold, die untere Hälfte in verwechselten Farben; im oberen und unteren goldenen und roten Feld eine weiß-rote Fahne. 